# Boddeveld badde
Boddeveld badde is een monumentale brug over het Grevelingskanaal in het Drentse dorp Annerveenschekanaal.

## Geschiedenis

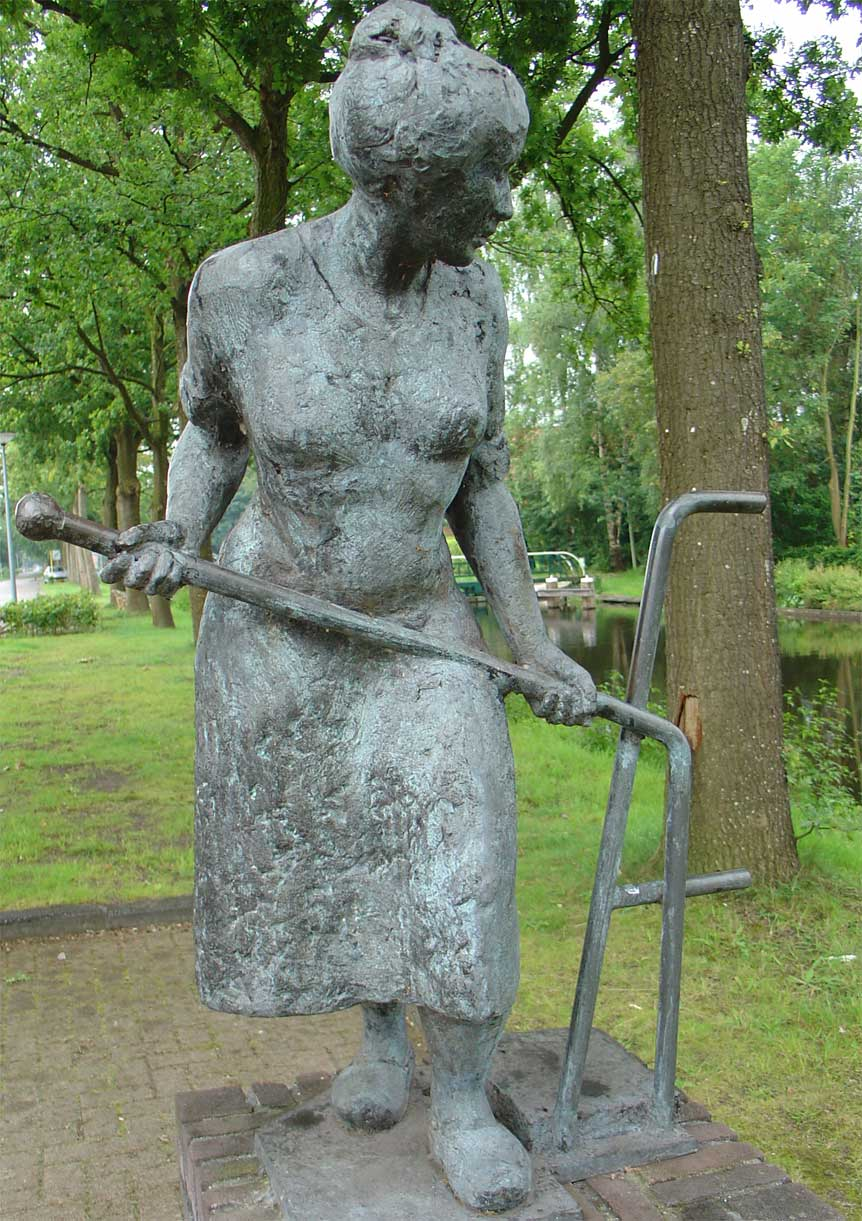
De brugafdraaister in Annerveenschekanaal, beeld door Bert Kiewiet

Boddeveld badde werd in 1930 vervaardigd. Oorspronkelijk werd de brug met de hand bediend door een brugafdraai(st)er. Brug en kanaal zijn opgenomen in een plan om de kanalen in het veenkoloniale gebied geschikt te maken voor de toeristische vaarrecreatie. De brug is daarom geëlektrificeerd. De brug zelf is voorzien van stalen liggers en heeft een houten wegdek. Het draaimechanisme is van smeedijzer en rust op een plateau van natuursteen. Het jaartal 1930 is aan de zijkant van de brug bij het draaimechanisme aangebracht. De naam van de brug bevindt zich eveneens aan de zijkant van de brug, maar dan in het midden.
De brug is erkend als een provinciaal monument onder meer vanwege de cultuurhistorische, civieltechnische en stedenbouwkundige waarde. De brug is beeldbepalend en een voorbeeld van de manier waarop de infrastructuur in het Drents-Gronings veenkoloniale gebied vorm heeft gekregen. De brug maakt deel uit van een samenhangend geheel aan infrastructurele voorzieningen in dit deel van de provincie Drenthe. Zo is bijvoorbeeld de schutsluis bij Eexterveen in het Grevelingskanaal aangewezen als rijksmonument. Brongers klabbe over het Grevelingskanaal is, net als Boddeveld badde, een provinciaal monument. Bij de aanwijzing tot provinciaal moment speelden de relatieve zeldzaamheid en de hoge mate van gaafheid van de brug eveneens een rol.